# Woodrow Parfrey
(Sydney) Woodrow Parfrey est un acteur américain, né le 5 octobre 1922 à New York (État de New York), mort le 29 juillet 1984 à Los Angeles (Californie).

## Biographie
Il entame sa carrière d'acteur au théâtre et joue notamment à Broadway (New York) entre 1953 et 1962, dans cinq pièces ; la première en 1953 est Room Service de John Murray et Allen Boretz (avec Jack Lemmon et Everett Sloane) ; l'avant-dernière en 1960-1961 est Advise and Consent (avec Ed Begley et Chester Morris), adaptation du roman éponyme d'Allen Drury mise en scène par Franklin Schaffner.
Au cinéma, il apparaît dans vingt-six films américains à partir de 1957 ; le dernier est L'Arnaque 2 de Jeremy Kagan (avec Jackie Gleason et Karl Malden), sorti en 1983.
Entretemps, mentionnons La Planète des singes (1968, avec Charlton Heston et Roddy McDowall) et Papillon (1973, avec Steve McQueen et Dustin Hoffman), réalisés par Franklin J. Schaffner, L'Inspecteur Harry (1971, avec Clint Eastwood et Andrew Robinson) et La Flambeuse de Las Vegas (1982, avec Bette Midler et Ken Wahl), réalisés par Don Siegel, ou encore Josey Wales hors-la-loi (1976) et Bronco Billy (1980), réalisés par (et avec) Clint Eastwood.
Pour la télévision, Woodrow Parfrey contribue à cent-quarante-cinq séries entre 1950 et 1984, dont Les Incorruptibles (deux épisodes, 1962-1963), Des agents très spéciaux (cinq épisodes, 1964-1966), Mannix (neuf épisodes, 1968-1975) et L'Homme qui tombe à pic (un épisode, 1983).
S'ajoutent vingt-sept téléfilms diffusés de 1961 à 1979, dont The Return of the World's Greatest Detective de Dean Hargrove (1976, avec Larry Hagman).
Il meurt prématurèment à 61 ans, en 1984, d'une crise cardiaque.

## Théâtre à Broadway (intégrale)
- 1953 : Room Service de John Murray et Allen Boretz : Timothy Hogarth
- 1958 : Winesburg, Ohio, adaptation par Christopher Sergel de la nouvelle éponyme de Sherwood Anderson, mise en scène de Joseph Anthony, décors d'Oliver Smith, costumes de Dorothy Jeakins : M. Wilson
- 1959 : The Rivalry de (et mise en scène par) Norman Corwin : un membre du comité républicain
- 1960-1961 : Advise and Consent, adaptation par Loring Mandel du roman éponyme d'Allen Drury, mise en scène de Franklin J. Schaffner : Herbert Gelman
- 1962 : Giants, Sons of Giants de (et mise en scène par) Joseph Kramm : Klinger

## Filmographie partielle

### Cinéma
- 1963 : Les Ranchers du Wyoming (Cattle King) de Tay Garnett : Stafford
- 1965 : Le Seigneur de la guerre (The War Lord) de Franklin J. Schaffner : Piet
- 1967 : Une sacrée fripouille (The Flim-Flam Man) d'Irvin Kershner : le directeur du supermarché
- 1967 : Le Pirate du roi (The King's Pirate) de Don Weis
- 1968 : Police sur la ville (Madigan) de Don Siegel : Marvin
- 1968 : La Planète des singes (Planet of the Apes) de Franklin J. Schaffner : Dr Maximus
- 1969 : Sam Whiskey le dur (Sam Whiskey) d'Arnold Laven : Thorston Bromley
- 1971 : L'Inspecteur Harry (Dirty Harry) de Don Siegel : M. Jaffe
- 1971 : Cold Turkey de Norman Lear : un cadre de la fabrique de tabac
- 1973 : Tuez Charley Varrick ! (Charley Varrick) de Don Siegel : Harold Young
- 1973 : L'Or noir de l'Oklahoma (Oklahoma Crude) de Stanley Kramer : l'avocat
- 1973 : Papillon de Franklin J. Schaffner : Clusiot
- 1976 : Stay Hungry de Bob Rafelson : l'oncle Albert
- 1976 : Josey Wales hors-la-loi (The Outlaw Josey Wales) de Clint Eastwood : le profiteur
- 1980 : La Grosse Magouille (Used Cars) de Robert Zemeckis : M. Chartner
- 1980 : Bronco Billy de Clint Eastwood : Dr Canterbury
- 1982 : Frances de Graeme Clifford : Dr Doyle
- 1982 : La Flambeuse de Las Vegas (Jinxed!) de Don Siegel : l'agent d'assurances
- 1983 : L'Arnaque 2 (The Sting II) de Jeremy Kagan : Georgie

### Télévision

#### Séries
- 1961-1962 : Les Accusés (The Defenders)
  - Saison 1, épisode 10 The Man with the Concrete Thumb (1961 - Hamblin) de Ralph Nelson et épisode 29 Reunion with Death (1962 - Watts) de Franklin J. Schaffner
- 1962-1963 : Les Incorruptibles (The Untouchables)
  - Saison 4, épisode 8 Élégie (Elegy, 1962 - Fred Myerson) de Robert Butler et épisode 24 Un dernier meurtre (One Last Killing, 1963 - Ferris)
- 1962-1963 : Perry Mason, première série
  - Saison 6, épisode 1 The Case of the Bogus Books (1962) d'Arthur Marks : George Pickson
  - Saison 7, épisode 3 The Case of the Drowsy Mosquito (1963) de Jesse Hibbs : George Moffgat
- 1962-1968 : Le Virginien (The Virginian)
  - Saison 1, épisode 13 L'Accusatrice (The Accomplice, 1962) : Joe Darby
  - Saison 6, épisode 21 The Hell Wind (1968) de Don McDougall : Hobie Simpson
- 1963 : Gunsmoke ou Police des plaines (Gunsmoke ou Marshal Dillon)
  - Saison 8, épisode 17 Louie Pheeters : Tom
- 1964 : Adèle (Hazel)
  - Saison 4, épisode 9 Just Me, Harold and the Universe de William D. Russell : Lester Morton
- 1964-1965 : Le Fugitif (The Fugitive)
  - Saison 2, épisode 2 World's End (1964 - M. Newlin) de Robert Butler et épisode 14 Devil's Carnival (1964 - le maire Cleo Potter) de James Goldstone
  - Saison 3, épisode 6 Three Cheers for Little Bloy Blue (1965) de Walter Grauman : le chef de la police Mort Graham
- 1964-1966 : Des agents très spéciaux (The Man from U.N.C.L.E.)
  - Saison 1, épisode 9 The Project Strigas Affair (1964) de Joseph Sargent : Linkwood
  - Saison 2, épisode 10 Opération volcan (The Cherry Blossom Affair, 1965 - Kutuzov) de Joseph Sargent et épisode 23 Opération luciole (The Moonglow Affair, 1966 - Andy Watson) de Joseph Sargent
  - Saison 3, épisode 2 Les Monstres (The Sort of Do-It-Yourself Dreadful Affair, 1966 - Dr Ansel Pertwee) et épisode 16 Le danger vient du ciel (The Take Me to Your Leader Affair, 1966 - Dr Adrian Cool) de George Waggner
- 1965 : Les Monstres (The Munsters)
  - Saison 1, épisode 30 Le Club des monstres (Country Club Munsters) de Joseph Pevney : M. Petrie
- 1965 : Laredo
  - Saison 1, épisode 4 Rendezvous at Arillo d'Harvey Hart : Sam Burns
- 1965-1966 : Les Aventuriers du Far West (Death Valley Days)
  - Saison 13, épisode 22 No Gun Behind His Badge (1965) de Lee Sholem : Sam Stede
  - Saison 14, épisode 24 The Four Dollar Law Suit (1966) d'Hal Cooper : l'agent Foote
- 1965-1967 : Papa Schultz ou Stalag 13 (Hogan's Heroes)
  - Saison 1, épisode 3 Premier Prix (Kommandant of the Year, 1965) de Robert Butler : le colonel Schneider
  - Saison 3, épisode 6 Colonel Casanova (Casanova Klink, 1966) : Hugo Hindmann / Friedlaw
- 1965-1969 : Jinny de mes rêves (I Dream of Jeannie)
  - Saison 1, épisode 9 Jinny fait son cinéma (The Moving Finger, 1965) de Gene Nelson : Henry Tracy
  - Saison 2, épisode 30 Mon maître est un séducteur (My Master, the Swinging Bachelor, 1967) d'Hal Cooper : M. Fakeling
  - Saison 3, épisode 22 Divorce à la Jinny (Divorce, Genie Style, 1968) d'Hal Cooper : M. Murdock
  - Saison 4, épisode 20 Le Toutou de porcelaine (The Case of the Porcelain Puppy, 1969) : M. Farber
- 1966 : Mon Martien favori (My Favorite Martian)
  - Saison 3, épisode 21 Martin, the Mannequin : le chef d'étage
- 1966 : Cher oncle Bill (Family Affair)
  - Saison 1, épisode 5 Marmalade de William D. Russell : M. Hayden
- 1966 : Batman
  - Saison 2, épisode 17 Le Pingouin en campagne (Hizzonner the Penguin) d'Oscar Rudolph et épisode 18 Un candidat emballé (Dizzonner the Penguin) d'Oscar Rudolph : Rooper
- 1966-1967 : Le Cheval de fer (The Iron Horse)
  - Saison 1, épisode 1 Rail Runs West (1966) de James Goldstone, épisode 14 Big Deal (1966) d'Earl Bellamy et épisode 29 The Golden Web (1967) : Holmes
  - Saison 2, épisode 12 T Is for Traitor (1967) : Holmes
- 1966-1972 : Bonanza
  - Saison 7, épisode 26 Shining in Spain (1966) : Jim Huber
  - Saison 8, épisode 30 Napoleon's Children (1967) de Christian Nyby : le professeur
  - Saison 10, épisode 16 My Friend, My Enemy (1969) : Theodore Scott
  - Saison 13, épisode 20 Shanklin (1972) de Leo Penn : Dr Ingram
- 1967 : Max la Menace (Get Smart)
  - Saison 2, épisode 16 Un espion peut en cacher un autre (It Takes One to Known One) d'Earl Bellamy : Dr Pasteur
- 1967 : Perdus dans l'espace (Lost in Space)
  - Saison 3, épisode 7 Le Phare mystérieux (The Haunted Lighthouse) de Sobey Martin : le colonel Silas Fogey
- 1967 : Voyage au fond des mers (Voyage to the Bottom of the Sea)
  - Saison 4, épisode 7 Le Passager (Fatal Cargo) de Jerry Hopper : Leo Brock
- 1967-1968 : Brigade criminelle (Felony Squad)
  - Saison 1, épisode 23 The Desperate Silence (1967) : Harley
  - Saison 2, épisode 17 Killing, Country Style (1968) de George McCowan : Eddie Rade
- 1967-1972 : Mission impossible (Mission: Impossible), première série
  - Saison 1, épisode 19 Le Diamant (The Diamond, 1967) de Robert Douglas : Henks
  - Saison 6, épisode 15 La Fiancée (The Bride, 1972) de John Llewellyn Moxey : Collins
- 1968 : Ma sorcière bien-aimée (Bewitched)
  - Saison 4, épisode 28 Le Cauchemar (I Confess) de Seymour Robbie : le général Stanton
- 1968 : Les Bannis (The Outcasts)
  - Saion unique, épisode pilote Les Bannis (The Outcasts) d'E. W. Swackhamer : le juge
- 1968-1970 : Doris Day comédie (The Doris Day Show)
  - Saison 1, épisode 2 The Uniform (1968) de Bruce Bilson, épisode 3 The Friend (1968) et épisode 8 The Black Eye (1968) : Maxwell Digby
  - Saison 2, épisode 19 Buck's Portrait (1970) d'Earl Bellamy : Barton Durston
- 1968-1975 : Mannix
  - Saison 2, épisode 11 Vue sur le néant (A View of Nowhere, 1968 - Harrison) de John Llewellyn Moxey et épisode 14 Elle transporte les montagnes (A Pittance of Death, 1969 - Harry) de Gerald Mayer
  - Saison 3, épisode 21 Vole, mon petit (Fly, Little One, 1970) : Amos
  - Saison 4, épisode 17 Intention de donner la mort (With Intent to Kill, 1971) : Pete Fender
  - Saison 5, épisode 7 La Course dans la nuit (Run Till Dark, 1971 - Willie Small) et épisode 13 La Griffe (Catspaw, 1971 - Willy / « Marty Davis »)
  - Saison 6, épisode 20 Les Visages du meurtre (The Faces of Murder, 1973) : Mel Faber
  - Saison 7, épisode 13 Les Survivants (All the Dead Were Strangers, 1973) de Leslie H. Martinson : Willy
  - Saison 8, épisode 17 Rançon pour hier (A Ransom for Yesterday, 1975) de Bill Bixby : Steve Dorsett
- 1969 : Daniel Boone
  - Saison 6, épisode 5 The Printing Press : le quartier-maître Owens
- 1969-1970 : Les Règles du jeu (The Name of the Game)
  - Saison 1, épisode 17 The Inquiry (1969) : un journaliste
  - Saison 2, épisode 18 The Garden (1970 - Dr Felix Louden) de Seymour Robbie et épisode 25 One of the Girls in Research (1970 - Dr Malcolm)
- 1969-1972 : La Nouvelle Équipe (The Mod Squad)
  - Saison 1, épisode 13 The Sunday Drivers (1969) de Gene Nelson : George Albert
  - Saison 3, épisode 21 Welcome to Our City (1971) de John Llewellyn Moxey : le prêteur
  - Saison 4, épisode 22 The Tangled Web (1972) : Reese
  - Saison 5, épisode 10 Another Final Game (1972) de Jerry Jameson : Harvey Durko
- 1970-1971 : Auto-patrouille (Adam-12)
  - Saison 2, épisode 16 Log 54: Impersonation (1970 - Harv) de Joseph Pevney et épisode 23 Log 134: Child Stealer (1970 - John Marshall) d'Alan Crosland Jr.
  - Saison 3, épisode 24 Log 106: Past Time (1971) de Christian Nyby : l'homme
- 1971 : Sur la piste du crime (The F.B.I.)
  - Saison 6, épisode 15 Unknown Victim de William Hale : Harry Oliver
- 1971 : Le Grand Chaparral (The High Chaparral)
  - Saison 4, épisode 16 The Hostage : Pruitt
- 1971 : Opération Danger (Alias Smith and Jones)
  - Saison 1, épisode 12 La Cinquième Victime (The 5th Victim) de Fernando Lamas : Sam Winters
- 1971 : La Famille des collines (The Waltons)
  - Saison 1, épisode pilote The Homecoming: A Christmas Story de Fielder Cook : Ike Godsey
- 1971-1975 : Un shérif à New York (McCloud)
  - Saison 2, épisode 1 Encounter with Aries (1971) de Russ Mayberry : Elmer
  - Saison 5, épisode 8 Sharks! (1975) d'E. W. Swackhamer : Arden
- 1972 : Sam Cade (Cade's County)
  - Saison unique, épisode 18 L'Adieu au passé (Dead Past) : Oliver See
- 1972-1974 : L'Homme de fer (Ironside)
  - Saison 5, épisode 22 Un nommé Arno (A man Named Arno, 1972) : Walter Dolan
  - Saison 7, épisode 14 Two Hundred Large (1974) de Robert Scheerer : Fred
- 1973 : Kung Fu
  - Saison 1, épisode 13 Superstition de Charles S. Dubin : Denver Peck
- 1973 : The New Perry Mason, deuxième série
  - Saison unique, épisode 9 The Case of the Cagey Cager de Michael O'Herlihy : Dr Farraday
- 1973-1974 : Les Rues de San Francisco (The Streets of San Francisco)
  - Saison 2, épisode 6 Le Timbre de la mort (The Stamp of Death, 1973) de Seymour Robbie : « Doc »
  - Saison 3, épisode 6 Une chance de vivre (One Chance to Live, 1974) de Seymour Robbie : Tomlin
- 1974 : La Planète des singes (Planet of the Apes)
  - Saison unique, épisode 1 L'évasion est pour demain (Escape from Tomorrow) de Don Weis : Veska
- 1975-1977 : Police Story
  - Saison 3, épisode 2 The Cutting Edge (1975) de Michael O'Herlihy : Napoleon Fargo
  - Saison 4, épisode 13 Spitfire (1977) de Seymour Robbie : Norrell
- 1976 : Ellery Queen, à plume et à sang (Ellery Queen)
  - Saison unique, épisode 18 Le Portrait mystérieux (The Adventure of the Two-Faced Woman) de Jack Arnold : Dr Saltzman
- 1976-1983 : Quincy (Quincy, M.E.)
  - Saison 1, épisode 1 Go Fight City Hall... to the Death (1976) d'E. W. Swackhamer : Bower
  - Saison 8, épisode 23 Whatever Happened to Morris Perlmutter? (1983) de Sam Egan : Jimmy
- 1977 : Kojak, première série
  - Saison 5, épisodes 9 et 10 L'Été 69, 1re et 2e parties (The Summer of '69, Parts I & II) : George Devane
- 1977 : Drôles de dames (Charlie's Angels)
  - Saison 2, épisode 15 Ces dames au Far-West (Angels on Horseback) : le shérif Hayden
- 1978 : La Petite Maison dans la prairie (Little House on the Prairie)
  - Saison 4, épisode 17 Les Bons Amis (Be My Friend) de Michael Landon : le révérend Pritchard
- 1978 : Baretta
  - Saison 4, épisode 19 Woman Trouble de Bernard L. Kowalski : Runt
- 1979 : Dallas, première série
  - Saison 2, épisode 18 Le Dossier rouge, 2e partie (The Red File, Part II) : le docteur
- 1979 : Barnaby Jones
  - Saison 8, épisode 1 Man on Fire de Seymour Robbie : John Wilson
- 1979 : Vegas (Vega$)
  - Saison 1, épisode 19 Doubtful Target : Winters
  - Saison 2, épisode 9 The Day the Gambling Stopped de Cliff Bole : le caissier
- 1982 : Monsieur Merlin ou Un certain Monsieur Merlin (Mr. Merlin)
  - Saison unique, épisode 14 Alex Goes Popless de James Frawley : Bum
- 1982 : Frank, chasseur de fauves (Bring 'Em Back Alive)
  - Saison unique, épisode 6 Le Seigneur de la guerre (The Warlord) : Holloway
- 1983 : L'Homme qui tombe à pic (The Fall Guy)
  - Saison 2, épisode 16 Une pluie de dollars (Spaced Out) de Daniel Haller : le directeur de la banque Alf Gorman
- 1984 : Les Enquêtes de Remington Steele (Remington Steele)
  - Saison 2, épisode 19 Au pays des rêves (Dreams of Steele) de Don Weis : Archie Doke

#### Téléfilms
- 1961 : The Million Dollar Incident (en) de Norman Jewison : le chef scout
- 1966 : Scalplock de James Goldstone : le banquier Holmes
- 1968 : Dernière mission à l'Est (The Sunshine Patriot) de Joseph Sargent : Beamis
- 1969 : Silent Night, Lonely Night de Daniel Petrie : Dr Hyatt
- 1970 : The Movie Murderer de Boris Sagal : Linderman
- 1970 : The Andersonville Trial (en) de George C. Scott : Louis Schade
- 1970 : Le Terrible Secret (en) (Crowhaven Farm) de Walter Grauman : Sam Wardwell
- 1971 : Who Killed the Mysterious Mr. Foster? de Fielder Cook : « Doc » Waters
- 1972 : A Very Missing Person de Russ Mayberry : Eberhardt
- 1972 : Wheeler and Murdoch de Joseph Sargent : Weston
- 1972 : Sans issue (en) (No Place to Run) de Delbert Mann et John Badham : le gérant du motel
- 1973 : Un camion en or massif (en) (The Alpha Caper) de Robert Michael Lewis : le révérend
- 1974 : Melvin Purvis G-MAN de Dan Curtis : Nash Covington
- 1974 : This Is the West That Was de Fielder Cook : Mel Castlewaite
- 1975 : The Family Nobody Wanted de Ralph Senensky : Elmer Franklin
- 1976 : The Return of the World's Greatest Detective de Dean Hargrove : Himmel
- 1978 : Suspect d'office (When Every Day Was the Fourth of July) de Dan Curtis : Dr Moss
- 1978 : The New Maverick (en) d'Hy Averback : Leveque
- 1979 : The Incredible Journey of Doctor Meg Laurel (en) de Guy Green : Messerschmidt